# Micrurus frontifasciatus
Micrurus frontifasciatus este o specie de șerpi din genul Micrurus, familia Elapidae, descrisă de Yehudah L. Werner în anul 1927. Conform Catalogue of Life specia Micrurus frontifasciatus nu are subspecii cunoscute.